# 1982 w Wojsku Polskim
Kalendarium Wojska Polskiego 1982 – wydarzenia w Wojsku Polskim w roku 1982.

## 1982
- trwały prace nad nowym planem mobilizacyjnym SZ „PM 83” i nowymi instrukcjami mobilizacyjnymi[1]

## Styczeń
8 stycznia
- żołnierze 1 Praskiego Pułku Zmechanizowanego gościli u siebie uczestnika bitwy pod Lenino, członka WRON — płk. rez. dr. R. Lesia. W spotkaniu uczestniczyła ekipa filmowców radzieckich, która przygotowywała materiał filmowy traktujący o specyfice zadań kościuszkowców w okresie stanu wojennego[2].

11 stycznia
- w Warszawie obradowało Prezydium Rady MON ds. socjalno-bytowych pod przewodnictwem zastępcy ministra ds. ogólnych, wiceministra obrony narodowej — gen. broni Józefa Urbanowicza. Główną uwagę skupiono na wnioskach związanych z projektem zmiany cen i rekompensat oraz z projektem ustawy o powszechnym systemie emerytalnym[2]

16 stycznia
- w Klubie Garnizonowym na Oksywiu odbyła się narada aktywu dowódczo-partyjnego Marynarki Wojennej z udziałem członka WRON, dowódcy Marynarki Wojennej, adm. Ludwika Janczyszyna oraz I sekretarza KW PZPR w Gdańsku — Stanisława Bejgera. W naradzie uczestniczyli: zastępca dowódcy MW ds. polit. — kontradm. L. Dutkowski i sekretarz KP PZPR — kmdr por. Zenon Dudziak[2].

21 stycznia
- członek WRON, główny inspektor szkolenia, wiceminister obrony narodowej — gen. broni Eugeniusz Molczyk, przyjął w Warszawie dowódcę XVI Zmiany Polskiego Kontyngentu Wojskowego w Siłach Zbrojnych ONZ w Syrii, płk. dypl. Stanisława Balawendera i jego zastępcę ds. pol. mjr. mgr. Henryka Waldekera. W spotkaniu wziął udział szef Głównego Zarządu Szkolenia Bojowego — gen. dyw. Wojciech Barański[2].

## Luty
- wprowadzono rogatywki do kompanii reprezentacyjnej Wojska Polskiego[1]

2 lutego
- w Technicznej Szkole Wojsk Lotniczych im. Michała Wojtowicza w Zamościu gościli dowódca Wojsk Lotniczych gen. dyw. pil. Tadeusz Krepski oraz członek KC PZPR, zastępca dowódcy WL ds. pol. — gen. bryg. E. Łukasik. W trakcie wizyty komendant TSWL, płk Zygmunt Olejniczak, złożył dowódcy WL meldunek z dotychczasowej realizacji zadań specjalnych, wynikających z warunków stanu wojennego oraz codziennych przedsięwzięć szkoleniowo-wychowawczych[2].

3 lutego
- ukazał się pierwszy w czasie stanu wojennego numer tygodnika ilustrowanego „Żołnierz Polski". Uzupełnił go dodatek literacki „Nike"[2].
- członkowie WRON: dowódca Warszawskiego OW gen. dyw. Włodzimierz Oliwa, dowódca 1 Warszawskiej DZmech. im. T. Kościuszki — gen. bryg. Jerzy Jarosz, oraz ppłk J. Włosiński spotkali się z kadrą dowódczą jednostek wykonujących na terenie Warszawy i w okolicach zadania wynikające ze stanu wojennego[2].

8 lutego

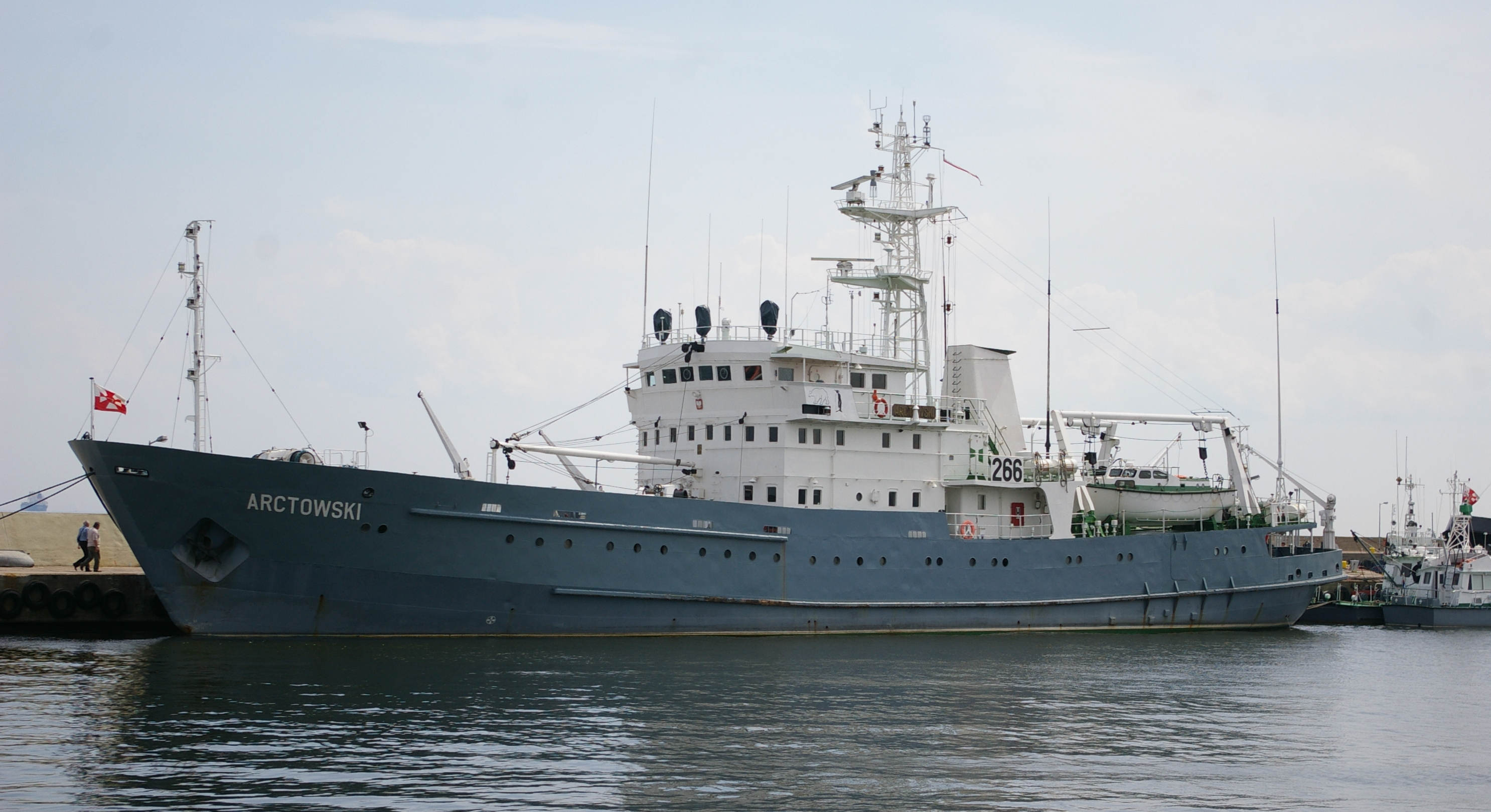
ORP Arctowski

- w Warszawie została otwarta po remoncie księgarnia im. Wojska Polskiego przy Krakowskim Przedmieściu[2].
- po przerwie ekspozycje Muzeum WP zostały znów udostępnione zwiedzającym[2].

18 lutego
- gen. dyw. Mieczysław Dębicki został prezydentem Warszawy[3]

20 lutego
- zwodowano okręt hydrograficzny ORP „Arctowski”

## Marzec
4 marca

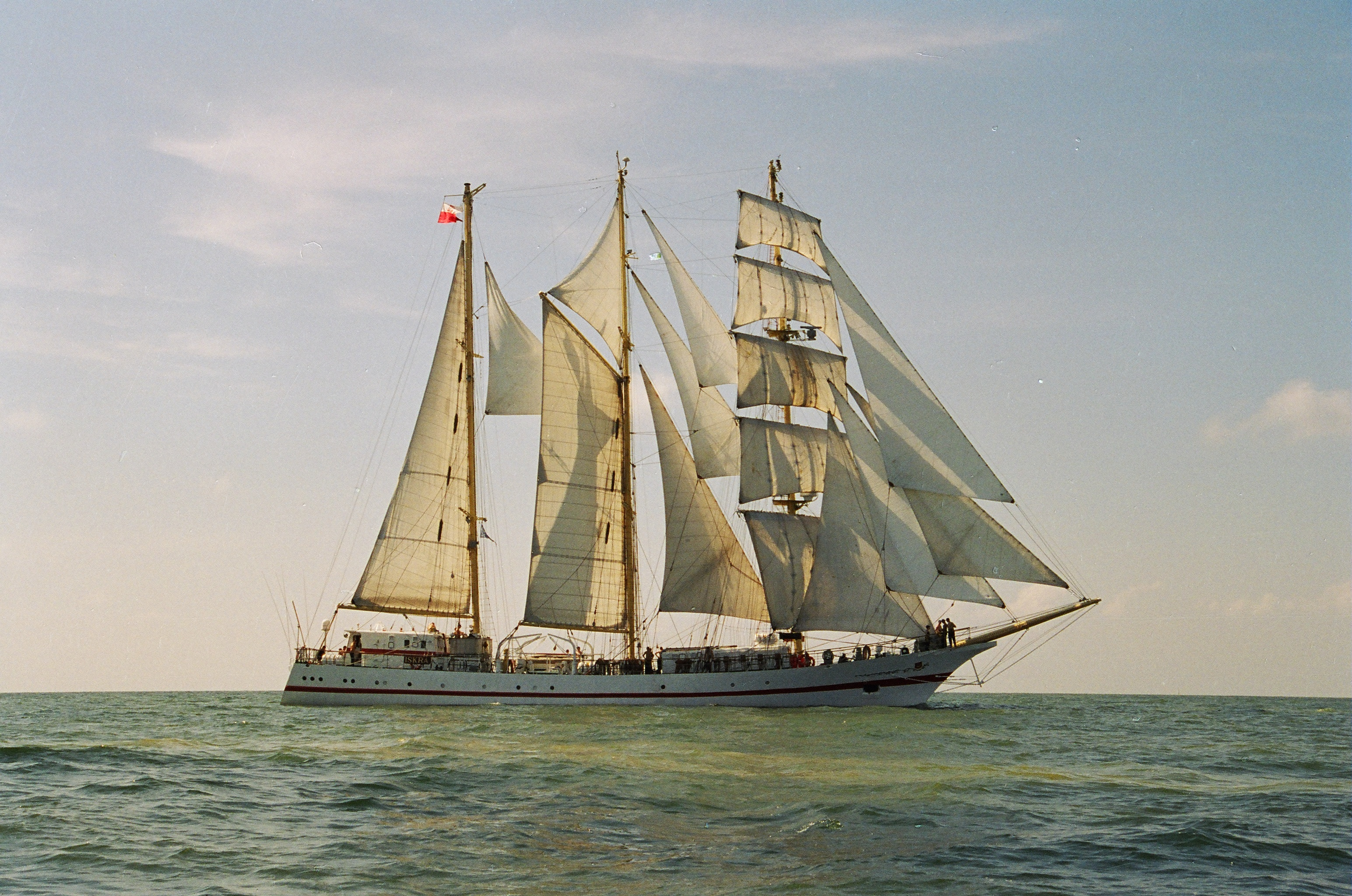
ORP Iskra

- do Warszawy przybyła delegacja NAL NRD z zastępcami ministra obrony narodowej, szefem GZP — gen. płk. Heinzem Kesslerem i szefem Sztabu Głównego NAL NRD — gen. płk. Fritzem Streletzem. Gości powitali członkowie WRON, wiceministrowie obrony narodowej: szef Sztabu Generalnego WP — gen. broni F. Siwicki i szef GZP WP — gen. dyw. dr J. Baryła. Dokonano wymiany doświadczeń oraz przyjęto program dalszego współdziałania między WP a NAL NRD na 1982 rok[2].

6 marca
- w Stoczni Gdańskiej zwodowano okręt szkolny ORP „Iskra”

13 marca-20 marca
- Na obszarze północno-zachodniej Polski odbyły się taktyczno-operacyjne ćwiczenia pod kryptonimem „Przyjaźń 82”. W ćwiczeniach wzięły udział jednostki wojskowe Armii Radzieckiej, NAL NRD oraz  Wojska Polskiego. Ćwiczeniami kierował główny inspektor szkolenia, wiceminister obrony narodowej, zastępca dowódcy Zjednoczonych Sił Zbrojnych Państw-Stron Układu Warszawskiego — gen. broni Eugeniusz Molczyk[1][2].

14 marca
- W Warszawie I sekretarz KC PZPR, przewodniczący WRON, premier rządu PRL — gen. armii W. Jaruzelski, przyjął naczelnego dowódcę Zjednoczonych Sił Zbrojnych Państw-Stron Układu Warszawskiego, marszałka Związku Radzieckiego Wiktora Kulikowa. W spotkaniu uczestniczyli wiceministrowie obrony narodowej PRL: szef Sztabu Generalnego WP — gen. broni F. Siwicki, główny inspektor szkolenia — gen. broni E. Molczyk oraz przedstawiciel naczelnego dowódcy Zjednoczonych Sił Zbrojnych przy WP — gen. armii Afanasij Szczegłow. Omówiono problematykę doskonalenia współdziałania w prowadzeniu międzysojuszniczych ćwiczeń[2].

23 marca
- rozpoczęła się akcja „Wiosna 82”[1]

## Maj
18 maja
- gen. broni Wojciech Jaruzelski przyjął przebywającego w Polsce naczelnego dowódcę Zjednoczonych Sił Zbrojnych Układu Warszawskiego gen. Wiktora Kulikowa[4]

## Sierpień
- przeprowadzenie przez Inspekcję Sił Zbrojnych kompleksowej kontroli województw[1]

2 sierpnia
- rozpoczęcie przez wojsko prac na Żuławach[1] → Żuławy Wiślane

11 sierpnia
- podniesienie bandery na okręcie szkolnym ORP „Iskra”

26 sierpnia
- ćwiczenia 1 DZ i 6 DPD z udziałem jednostek Armii Radzieckiej[1]

## Październik
1 października
- zakończenie ćwiczeń „Tarcza 82”[1]

11 października
- minister obrony narodowej wyróżnił 15 żołnierzy i jednego pracownika wojska wpisem do „Honorowej Księgi Czynów Żołnierskich”

20 października
- rozpoczęcie posiedzenia Rady Wojskowej Zjednoczonych Sił Zbrojnych Układu Warszawskiego w Warszawie[1]

## Listopad
4 listopada
- odprawa kierowniczej kadry SZ PRL[1]

27 listopada
- wejście do służby okrętów hydrograficznych ORP „Arctowski” i ORP „Heweliusz”

## Grudzień
6 grudnia
- wycofanie ze służby okrętu rozpoznawczego ORP „Bałtyk”

15 grudnia
- Sekretariat KC PZPR wyróżnił grupę wojskowych działaczy partyjnych medalami pamiątkowymi 100 lat ruchu robotniczego w Polsce. Medal otrzymał m.in. gen. broni Józef Urbanowicz, gen. dyw. Józef Baryła, gen. broni Mieczysław Obiedziński, gen. dyw. Zygmunt Zieliński, gen. dyw. Wojciech Barański, gen. bryg. Edward Poradko, gen. dyw. Henryk Koczara, gen. dyw. Jerzy Modrzewski, gen. dyw. Tadeusz Szaciłło, gen. dyw. Wacław Czyżewski, gen. dyw. Władysław Polański, gen. dyw. Aleksander Grabowski, gen. bryg. Władysław Honkisz, gen. bryg. Jan Socha, płk Zdzisław Jatczak[5].